# Trichonotus blochii
Trichonotus blochii és una espècie de peix de la família dels triconòtids i de l'ordre dels perciformes.

## Descripció
- Fa 14,3 cm de llargària màxima.
- 5-7 espines i 43-46 radis tous a l'aleta dorsal i 1 espina i 39-41 radis tous a l'anal.
- 55 vèrtebres.
- 57-60 escates a la línia lateral.
- L'aleta caudal dels mascles presenta dues franges negres.[6][7]

## Hàbitat i distribució geogràfica
És un peix marí, bentopelàgic i de clima tropical, el qual viu al nord d'Austràlia: des d'Austràlia Occidental fins a Queensland, incloent-hi el golf de Carpentària.

## Observacions
És inofensiu per als humans.